# 2004 VD17
2004 VD17 és un asteroide amb una baixa però no nul·la probabilitat de col·lidir amb la Terra l'any 2102.
Va ser descobert el 7 de novembre de 2004 pel projecte de seguiment d'asteroides LINEAR de la NASA, tot i que posteriorment va ser localitzat en imatges tan antigues com del 16 de febrer del 2002. Té uns 580 metres de diàmetre i una massa d'uns 2,6·1011 kg. Des del 22 de novembre de 2004 es troba en la posició més alta de la llista d'objectes amb cert perill d'impacte amb la Terra elaborada per la NASA, només sobrepassat, durant un dies de desembre de 2004, per (99942) Apophis (llavors conegut pel seu nom provisional 2004 MN₄).
A finals de febrer de 2006 va arribar al nivell 2 de l'escala de Torí, convertint-se en el segon asteroide (després d'Apophis) en aconseguir un nivell superior a 1. En el moment de màxim perill, les probabilitats d'impacte van arribar a ser d'una entre 1.300, aproximadament. El 20 de maig, noves observacions van reduir la probabilitat d'impacte fent que fos recategoritzat al nivell 1.
La possible col·lisió no tindrà lloc fins al 4 de maig del 2102 i d'aquí a llavors és probable que successives observacions ajudin a refinar els càlculs de la seva òrbita de manera que les probabilitats de col·lisió siguin zero. En cas que finalment l'impacte s'arribés a produir, l'energia alliberada seria de 14.000 megatones de TNT que provocarien destrucció a nivell subcontinental.